# Катерина Фарнезе
Катерина Фарнезе (італ. Caterina Farnese), або Марія Катерина Фарнезе (італ. Maria Caterina Farnese), у чернецтві Тереза Маргарита Втілення (італ. Teresa Margherita dell'Incarnazione; 3 вересня 1637, П'яченца, герцогство Парма — 27 квітня 1684, Парма, герцогство Парма) — принцеса з дому Фарнезе, дочка Одоардо Фарнезе, герцога Парми та П'яченци. Монахиня монастиря кармеліток босих у Пармі.

## Біографія

### Ранні роки
Принцеса Катерина народилася у П'яченці 3 вересня 1637 року. Вона була п'ятою (четвертою, яка вижила) дитиною у сім'ї Одоардо Фарнезе, герцога Парми та П'яченци та Маргарити Медічі, принцеси з дому Медічі. По лінії батька була онукою Рануччо I Фарнезе, герцога Парми та П'яченци та Маргарите Альдобрандіні, троюрідною небогою римського папи Климента VIII. По лінії матері була онукою Козімо II Медічі, великого герцога Тоскани та Марії Магдалини Австрійської, принцеси з імперської гілки дому Габсбургів. Наступного року після народження принцесу під ім'ям Марії Катерини хрестили у капелі герцогського палацу у П'яченці. Обряд хрещення провів єпископ П'яченци Алессандро Скаппі.
Відразу після народження мати передала її на піклування годувальниці, якійсь флорентійкі, на ім'я Барбара Разіна, відданої шанувальниці Пресвятої Діви Марії з гори Карміл і кармелітів босих. Передбачалося, що принцеса прийме чернецтво. Однак уже у ранньому дитинстві у неї, поряд з розвиненими інтелектуальними здібностями, виявився сильний та незалежний характер, який ігнорував правила придворного етикету. Їй подобалися предмети розкоші, верхова їзда та читання романів, особливо Лудовіко Аріосто.

### Проєкти шлюбу
У 1646 році помер батько принцеси, і новим герцогом Парми та П'яченци під ім'ям Раннучо II Фарнезе став її неповнолітній брат. Через два роки він розпочав правити самостійно та вирішив видати Катерину заміж. З цією метою герцог розіслав зображення сестри дворами європейських монархій. Оглянувши портрети всіх неодружених принцес, король Франції Людовік XIV вважав принцесу Катерину найкрасивішою. Розглядалася можливість її шлюбу з королем Англії Карлом II, але вона відмовилася одружуватись з протестантом. До принцеси посватався брат імператора Леопольда I, однак і він отримав відмову.
У 1660 році, провівши деякий час в абатстві святого Олександра у Пармі, який належав монахиням-бенедиктинкам, вперше задумалася прийняти чернецтво. Невдовзі після цього, разом із матір'ю, принцеса відвідала настоятельку монастиря святих Антонія та Терези у Пармі. Остання, перебуваючи на смертному одрі, перервала тривале мовчання та благословила Катерину вступити в обитель босих кармеліток. Того ж року принцеса попросила придворного капелана, єзуїта Джованні Баттисту Гандуччі, розповісти матері про свій намір стати черницею. Але вдова-герцогиня, пам'ятаючи життєлюбну вдачу дочки, не повірила в справжність її покликання. Навіть кармелітки босі з монастиря святих Антонія та Терези у Пармі, у якому вона збиралася прийняти чернечий постриг, подякувавши за надану їм честь, поставилися до наміру принцеси скептично. Насельниці монастиря змінили свою думку після особистої зустрічі з Катериною, і 16 травня 1661 року капітул погодився прийняти її у чернечу громаду.
Піти у монастир принцесі дозволив і герцог Рануччо II Фарнезе. Катерина офіційно відмовилася від своїх прав на користь братів, а ті, своєю чергою, від імені принцеси внесли пожертвування відновлення монастиря Святого Панкратія у Римі, який належав босим кармелітам. Як виняток, їй дозволили зняти чернечий сан у разі припинення династії по чоловічій лінії. З усім тим, у суспільстві все ще сумнівалися у твердості рішення принцеси. Мати вмовила Катерину перенести дату вступу до монастиря та попросила супроводжувати її у Флоренцію на весілля двоюрідного брата принцеси, наслідного принца Козімо Медічі, який одружився з принцесою Маргаритою Луїзою Орлеанською. Овдовіла герцогиня сподівалася, що її рідний брат, дядько Марії Катерини, великий герцог Тоскани Фердинанд II Медічі переконає племінницю відмовитися від рішення стати черницею. Але принцеса залишилася вірна своєму наміру. Того ж року у Болоньї була видана збірка поезії у стилі бароко, яка прославляла «героїчне рішення» Катерини.

### Чернецтво
Марія Катерина повинна була вступити у громаду кармеліток босих 19 березня 1662 року, але через сильну зливу урочисту церемонію довелося перенести на 22 березня. Під гарматні постріли дорогою, прикрашеною арками, принцеса у супроводі двору пройшла з герцогського палацу до монастиря, де принесла тимчасові чернечі обітниці, прийнявши нове ім'я Терези Маргарити святого Йосипа. Волосся з голови Катерини, зістрижене під час обряду, було передано дружині її брата, герцогині Маргаріті Віоланте Савойській. Завершивши новіціят, у день святкування Великодня, 25 березня 1663 року принцеса принесла вічні чернечі обітниці перед настоятелькою та прийняла нове ім'я Терези Маргарити Втілення, а 15 серпня того ж року чернечу мантію на неї поклав генеральний пріор ордену кармелітів босих.
Попри прогнози двору та думку громадськості, принцеса не лише витримала суворий спосіб життя кармеліток босих, а й стала зразковою черницею. Подолати труднощі чернечого життя їй допомагало вроджене почуття гумору. Тереза Маргарита Втілення серйозно ставилася до виконання статуту. Насамперед вона відмовилася від обідів із герцогської кухні, які надсилали для неї до монастиря з палацу. Перед принесенням вічних обітниць вона так старанно почала практикувати справи покаяння та молитву, що духовнику довелося просити її стримати подвижницький запал.
Терезі Маргариті Втілення неодноразово пропонували очолити чернечу громаду, але щоразу вона відмовлялася від місця настоятельки. Своїм духовним орієнтиром принцеса обрала засновницю кармеліток босих, Терезу Авільську. Після десятирічного досвіду чернечого життя, духовник дозволив їй принести досконалі обітниці 15 жовтня 1672 року. У народі принцеса набула репутації святої подвижниці, яку сама вона всіляко заперечувала. Як кармелітка боса, Тереза Маргарита Втілення дотримувалася як зовнішній затвор, а й внутрішній, зберігаючи почуття від усього мирського. Тому у 1679 році вона відмовилася оплакувати смерть своєї матері. З усім тим, під час перебування у монастирі Тереза Маргарита Втілення вела активне листування на духовні теми.

### Смерть і шанування
Сильні морози взимку 1683—1684 року сприяли поширенню серед насельниць монастиря Святих Антонія та Терези у Пармі «гострої та злоякісної лихоманки». Багато хворих черниць, зокрема й сама настоятелька, померли. Доглядаючи хворих, Тереза Маргарита Втілення остаточно підірвала здоров'я, ослаблене подвигами покаяння. Вона померла 27 квітня 1684 року та була похована у монастирі, в якому працювала.
Репутація святої, яка переслідувала принцесу за життя, посилилася з її смертю. 27 травня 1684 року папа Інокентій XI видав бреве, в якому поставив її за приклад всім принцесам європейських монархій. 1691 року була видана перша біографія Терези Маргарити Втілення, написана її духовником з дозволу керівництва Ордену кармелітів босих. Книга, видана коштом будинку Фарнезе, містила посвяту братові принцеси, герцогу Рануччо II Фарнезе. Твір мав успіх у читачів. 1694 року в Авіньйоні вийшов переклад біографії французькою мовою. Це видання містить нечисленні та короткі особисті записи Терези Маргарити Втілення. 1697 року книга була видана у Великому герцогстві Тосканському. 1698 року вийшли ще два видання у Пармському герцогстві й одне у Венеційській республіці.
Дім Фарнезе сприяв початку процесу зарахування принцеси до лику блаженних Римо-католицької церкви. Однак припинення династії не дозволило довести розпочатий процес до кінця. Тереза Маргарита Втілення носить титул високоповажної. Єдиний відомий прижиттєвий портрет принцеси, на якому вона зображена в одязі босої кармелітки, знаходиться у монастирі святих Антонія та Терези у Пармі.